# Рурд Легстра
Рурд Гербенс Легстра (хол. Ruurd Gerbens Leegstra, Wonokesoemo, 29. јун 1877 — Утрехт, 17. јануар 1933) био је холандски веслач на прелазу из 19. у 20. век, учесник Летњих олимпијских игара 1900. Био је члан холандског веслачког клуба Njord из Лајдена, а на Олимпијским играма 1900. је наступао за екипу Минерва Амстердам.
Рурд Легстра је био студент наутичког инжењеринга. Рођен је у Холандској Источној Индији (сада Индонезија) где је и живео већи део свог живота.
На Олимпијским играма 1900. такмичио се у трци осмераца. Посаду осмерца су чинили:Франсоа Брант, Јоханес ван Дајк, Рулоф Клајн, Рурд Легстра, Валтер Миделберг, Хендрик Оферхаус, Валтер Тајсен, Хенрикус Тромп и Хермнаус Брокман (кормилар). У финалној трци резултатом 6:23,0 мин. освојили су треће место.